# Evan Smotrycz
Evan Michael Smotrycz (Reading, 2 agosto 1991) è un ex cestista statunitense, professionista in Europa e in Sud America.

## Carriera
Dopo aver passato gli anni del college tra Michigan e Maryland, firma il suo primo contratto da professionista il 17 luglio 2015 a Cipro con il G.S.S. Keravnos Nicosia, dove rimane una stagione. Le buone prestazioni (15,7 punti e 7,2 rimbalzi di media) gli valgono la chiamata dei Toronto Raptors nella NBA Summer League, in cui tuttavia trova poco spazio, e la firma dell'Eisbären Bremerhaven nella Basketball-Bundesliga tedesca, dove però dovrà rimanere a lungo fermo a causa di un infortunio. Rimane in Germania anche nella stagione 2017-2018, spostandosi al BG 74 Göttingen. Il 20 febbraio dopo aver lasciato la Germania, approda in Argentina dove sostituisce Dijon Thompson al Club Ferro Carril Oeste. Tuttavia gioca solo 3 partite con la maglia della squadra sudamericana, rimanendo così free-agent a fine stagione. Il 2 novembre viene annunciato nel roster degli Iowa Wolves, franchigia di D-League.